# Calvaire de Lanouée

Le calvaire de Lanouée est situé au lieu-dit "Pomeleuc" sur la commune de Lanouée, dans le Morbihan.

## Historique
Le calvaire de Lanouée fait l’objet d’une inscription au titre des monuments historiques depuis le 23 mai 1927.

## Description
Au sommet du calvaire, représentation du Christ en croix entre la Vierge et saint Jean. Sur le socle sculpté, il y a des statuettes se reliant par un nœud en forme de câble à un fût écoté et diminué dans sa hauteur.